# Rossawa
Rossawa (ukrainisch Росава; russisch Росава Rossawa, polnisch Rosawa) ist ein Dorf im Süden der ukrainischen Oblast Kiew mit etwa 2400 Einwohnern (2001).

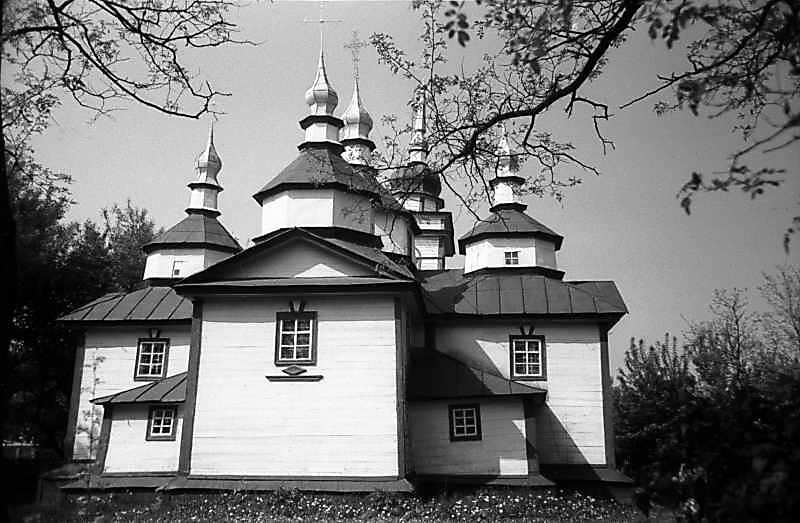
Sankt-Nikolaus-Kirche im Dorf

Das 1560 gegründete Dorf besitzt mit seiner Holzkirche ein architektonisches Denkmal aus dem 18. Jahrhundert. Im Juni 1845 wurde das Dorf von Taras Schewtschenko besucht, was er später in seiner Geschichte Ein Spaziergang mit Vergnügen und nicht ohne Moral erwähnte.
Die Ortschaft liegt am Ufer der Rossawa, einem 90 km langen, linken Nebenfluss des Ros, 6 km nordwestlich vom ehemaligen Rajonzentrum Myroniwka und 100 km südlich von Kiew.
Durch das Dorf verläuft die Fernstraße N 01, die Regionalstraße P–09 sowie die Territorialstraße T–10–17.
Am 12. Juni 2020 wurde das Dorf ein Teil der neugegründeten Stadtgemeinde Myroniwka, bis dahin bildete es die gleichnamige Landratsgemeinde Rossawa (Росавська сільська рада/Rossawska silska rada) im Süden des Rajons Myroniwka.
Am 17. Juli 2020 kam es im Zuge einer großen Rajonsreform zum Anschluss des Rajonsgebietes an den Rajon Obuchiw.